# Hayari Miyake
Hayari Miyake (en japonés: 三宅 速, romanizado: Miyake Hayari; Anabuki, 16 de marzo de 1866-Okayama, 29 de junio de 1945) fue un cirujano japonés especializado en cirugías gastrointestinales y del sistema nervioso central. Fue asistente de Julius Karl Scriba, profesor de cirugía en la Universidad Imperial de Tokio, y más tarde se convirtió en alumno de Jan Mikulicz-Radecki, un cirujano germano-polaco-austriaco. Miyake dirigió el Departamento de Cirugía de la Facultad de Medicina de Kyushu, donde enseñó a Hakaru Hashimoto, el descubridor de la tiroiditis de Hashimoto. Miyake se desempeñó como presidente de la Sociedad Quirúrgica de Japón y fue amigo durante mucho tiempo del físico teórico Albert Einstein.

## Biografía
Nació el 16 de marzo de 1866 en Anabuki, prefectura de Tokushima, en la región de Shikoku. Era el hijo mayor de los médicos Gentatsu y Tomo Miyake. La familia Miyake tenía una tradición médica que abarcaba casi diez generaciones. A la edad de 12 años, se mudó a Tokio bajo el cuidado de su primo y recibió allí su educación básica. Estudió en la Escuela de Lenguas Extranjeras y luego completó un curso preparatorio para la Universidad Imperial de Tokio (actual Universidad de Tokio), matriculándose posteriormente en el departamento de medicina de la universidad. Se graduó con los más altos honores de su clase en 1891. Se convirtió en asistente de Julius Karl Scriba, profesor de cirugía en la Universidad Imperial de Tokio, conocido por realizar la primera craneotomía de Japón. Miyake describió este caso de un paciente con una fractura del hueso temporal izquierdo y hemiparesia del lado derecho, que mejoró después de la extracción de los fragmentos del cráneo desplazados hacia adentro, en el Tokyo Medical Journal en 1893.
Luego regresó a su ciudad natal y abrió un consultorio quirúrgico en Tokushima. Insatisfecho con el estado de los servicios médicos en la ciudad, decidió continuar sus estudios en Alemania, como muchos otros médicos japoneses de la época. En 1898 llegó a Berlín. Al enterarse de los logros científicos del cirujano germano-polaco-austriaco Jan Mikulicz-Radecki, que fue alumno de Theodor Billroth, decidió viajar a Breslavia en tren para buscar colaboración. Fue aceptado en la clínica casi inmediatamente. En 1901, obtuvo su doctorado en medicina. Fue uno de los estudiantes favoritos de Mikulicz. Cuando terminó su pasantía de dos años, Mikulicz le ofreció un puesto en la clínica. Según la esposa de Mikulicz, «amaba a Miyake como a su propio hijo». Sin embargo, el padre de Miyake solicitó su regreso a Japón, por lo que no aceptó la oferta de Mikulicz. Mikulicz le dio una carta de recomendación muy favorable. Poco después, en 1904, Miyake regresó a la clínica de Mikulicz, pasando casi cuatro años en total en Breslavia.
Poco después de que Miyake se marchara, Mikulicz murió de cáncer de estómago, habiéndose diagnosticado él mismo de la enfermedad incurable. Miyake se enteró de la muerte de su maestro a través de un obituario publicado en el Schlesischer Zeitung el 16 de junio de 1905. En 1908, tres años después del funeral, Henriette von Mikulicz-Radecki le dio a Miyake la máscara mortuoria de su esposo, su retrato realizado por Läwen y manuscritos. Después de la guerra, el hijo de Miyake, Hiroshi, encontró la máscara e hizo varias copias, enviando el original por correo diplomático al nieto de Mikulicz, F. Anschütz. En una carta fechada el 27 de abril de 1976, Hiroshi escribió que las copias de las máscaras fueron entregadas a clínicas quirúrgicas en Japón para ser conservadas «como recuerdo del padre de nuestra cirugía». En 2002, una de las copias fue donada a la Clínica Quirúrgica de la Academia Médica de Breslavia por la bisnieta de Miyake, Sumiko Hiki.
En 1904, regresó a Japón, donde dirigió el Departamento de Cirugía de la Facultad de Medicina de Kyushu (ahora el Departamento de Cirugía de laUniversidad de Kyūshū). En 1913, se convirtió en presidente de la Sociedad Quirúrgica de Japón (fundada en 1901) y fue reelegido en 1926.

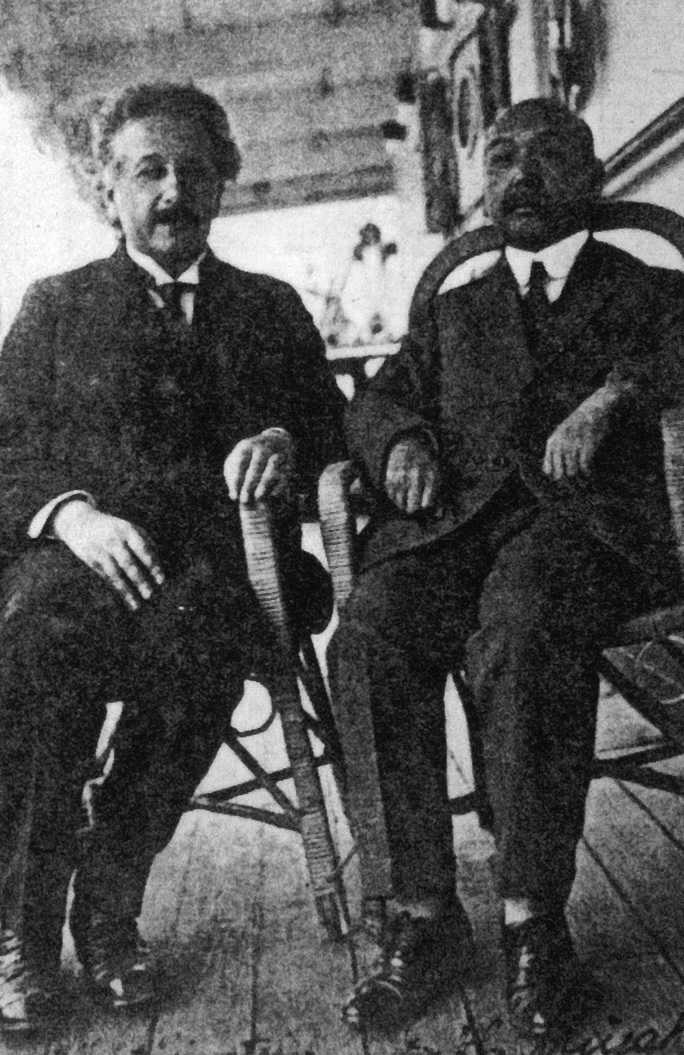
Albert Einstein (izquierda) y Miyake en un viaje de Marsella a Japón en 1922.

En octubre de 1922, en su viaje de regreso a Japón después de su tercera visita a Europa, conoció al físico teórico Albert Einstein. Durante el viaje, Einstein sufrió diarrea sanguinolenta y fiebre, y su esposa, Elsa, le pidió ayuda. Tranquilizó al preocupado Einstein, que temía un posible cáncer, y rápidamente lo curó de una fiebre tropical con medicación. Einstein y Miyake se hicieron amigos. Cuando su barco llegó a Kobe, Einstein prometió visitar al cirujano en su casa de Fukuoka. Cumplió esta promesa el 25 de diciembre del mismo año. Durante la visita, Einstein tocó el piano traído por Miyake desde Viena. Los eruditos también mantuvieron correspondencia entre sí.
Fue el presidente de la rama japonesa de la Sociedad Internacional de Cirugía (ahora Sociedad Internacional de Cirugía), fundada por Emil Theodor Kocher en 1901. En 1918, la sociedad decidió excluir a Austria y Alemania porque ambos países eran responsables del estallido de la Primera Guerra Mundial. Miyake no estaba de acuerdo con el boicot a los cirujanos por motivos de nacionalidad e hizo esfuerzos para reincorporar a los delegados de estos países a la organización. Para ello, visitó clínicas quirúrgicas en Europa y América, recogiendo firmas para una petición con el fin de cambiar la decisión de la sociedad. Obtuvo el apoyo, entre otros, de los hermanos Mayo (William James y Charles Horace) de la clínica de Rochester, Evarts Ambrose Graham de San Luis y Harvey Cushing de Boston. El 10 de septiembre recibió un telegrama del ISS/SIC informándole que su petición había sido evaluada positivamente.
En 1925, durante la 7.ª Convención Internacional de Cirujanos en Roma, Miyake volvió a visitar a Einstein. Ocho años después, Einstein abandonó Europa y se trasladó a Estados Unidos, perdiendo contacto con su amigo japonés.
En 1927, Miyake, Kitasato Shibasaburō y otros médicos japoneses se convirtieron en miembros de la Academia Alemana de las Ciencias Naturales Leopoldina (Deutsche Akademie der Naturforscher Leopoldina). En 1928, Ernst Ferdinand Sauerbruch, un antiguo colega de la clínica de Wrocław, recomendó a Miyake para un puesto en el consejo editorial de la revista alemana Deutsche Zeitschrift für Chirurgie. Miyake mantuvo contacto con otros miembros del personal de la clínica de Mikulicz y con su familia.
En 1931, su hijo Hiroshi Miyake (1901-1993) comenzó sus estudios en el extranjero con Willy Anschütz.
En 1935, se retiró y se estableció en Ashiya, Kobe. Cuando el bombardeo aliado comenzó a amenazar a la familia, su hijo Hiroshi decidió huir de Ashiya a Tottori y en mayo de 1945 llevó a sus padres a su casa en Okayama. En la noche del 29 de junio, dos días antes de la salida prevista hacia Tottori, Hayari Miyake y su esposa Miho murieron durante un bombardeo en alfrombra estadounidense sobre Okayama.
Después de terminar la guerra, Hiroshi Miyake informó a Albert Einstein (residiendo en Princeton) sobre la muerte de sus padres. Einstein respondió con sus condolencias en alemán e inglés. La familia Miyake conmemoró sus palabras como epitafio en su lápida, ubicada en Tokushima:

Aquí descansan el Dr. Hayari Miyake y su esposa Miho Miyake.
Juntos trabajaron por el bien de la humanidad y juntos partieron como víctimas de sus aberraciones.

## Memoria
Mantuvo un diario en el que describía, entre otras cosas, sus impresiones de su visita a la casa de los Mikulicz. El profesor Mikulicz tenía la tradición de invitar a su nuevo asistente a cenar en su casa (Mikulicz realizó una visita similar en 1875 a la casa de Billroth). Poco después de llegar a Wrocław, Miyake también fue invitado a la residencia de Auenstraße (ahora calle Mikulicz-Radecki). Aunque Miyake dominaba bien el idioma alemán, se sentía menos seguro a la hora de adoptar las costumbres occidentales, a las que aún no se había acostumbrado. Durante la cena, la esposa del profesor le preguntó si sabía algo sobre Fenicia. El profesor le susurró que no le hiciera esas preguntas a un hombre del Lejano Oriente. Sin embargo, Miyake, cuya materia favorita en la escuela había sido historia mundial, mostró sus conocimientos sobre Fenicia. Al parecer, a partir de esa noche se ganó la simpatía tanto de Jan como de Henriette Mikulicz.
El profesor Mikulicz apreciaba mucho las habilidades manuales del aprendiz de cirujano japonés. Miyake registró las palabras del profesor en su diario: «Puedes operar igualmente bien tanto con la mano derecha como con la izquierda».

## Contribuciones científicas
Se especializó principalmente en cirugía gastrointestinal y cirugía del sistema nervioso central. En 1928, junto con sus estudiantes J. Miyagi y K. Taniguchi, escribió una monografía sobre el cáncer gástrico, basada en 23 años de su experiencia clínica. Durante este período, Miyake operó a 1.670 pacientes con este tipo de cáncer. En 1905, en Kyūshū, Miyake se convirtió en el primer cirujano japonés en realizar una resección de un tumor cerebral; el tumor en un hombre de 27 años, ubicado cerca del surco central izquierdo y que causaba epilepsia jacksoniana, fue descrito como un glioma, pero probablemente era un meningioma. Después de la operación, el paciente presentó una ligera paresia e hipoestesia del miembro inferior derecho, pero pudo caminar.
En 1906, operó a un niño de cuatro años con una fractura del hueso temporal izquierdo, lo que le provocó una afasia cruzada (es decir, afasia motora en un paciente zurdo). La cirugía fue exitosa y el paciente recuperó el habla. En 1908 realizó otra extirpación, esta vez de un goma granulomatosa cerebral. Ambos casos fueron descritos en un artículo en los Archivos de Cirugía de Langenbeck por Bernhard von Langenbeck. En 1911 realizó la primera resección de un schwannoma en Japón, localizado en el cordón posterior derecho de la médula espinal a nivel C 5 -C 6.
En 1912, el estudiante de Miyake, Hakaru Hashimoto, presentó la descripción de la enfermedad ahora conocida como tiroiditis de Hashimoto. Este descubrimiento lo realizó durante su trabajo de cuatro años en la clínica de Kyushu. Se observó que Hashimoto comparó ciertas características de la enfermedad con la descubierta por Mikulicz, anteriormente conocida como enfermedad de Mikulicz, y ahora generalmente considerada una forma del síndrome de Sjögren.